# Kirche Niederlichtenau

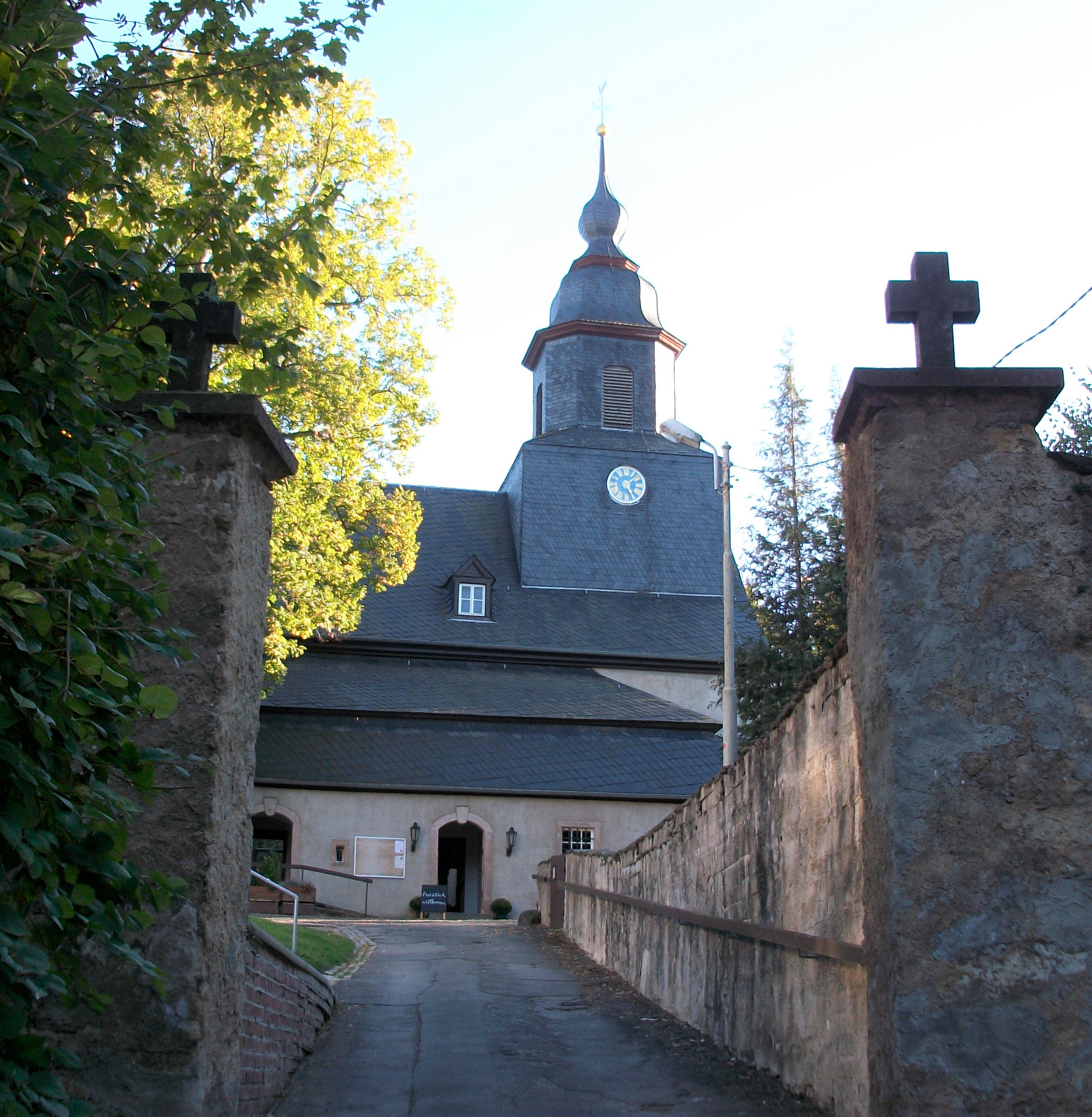
Kirche Niederlichtenau

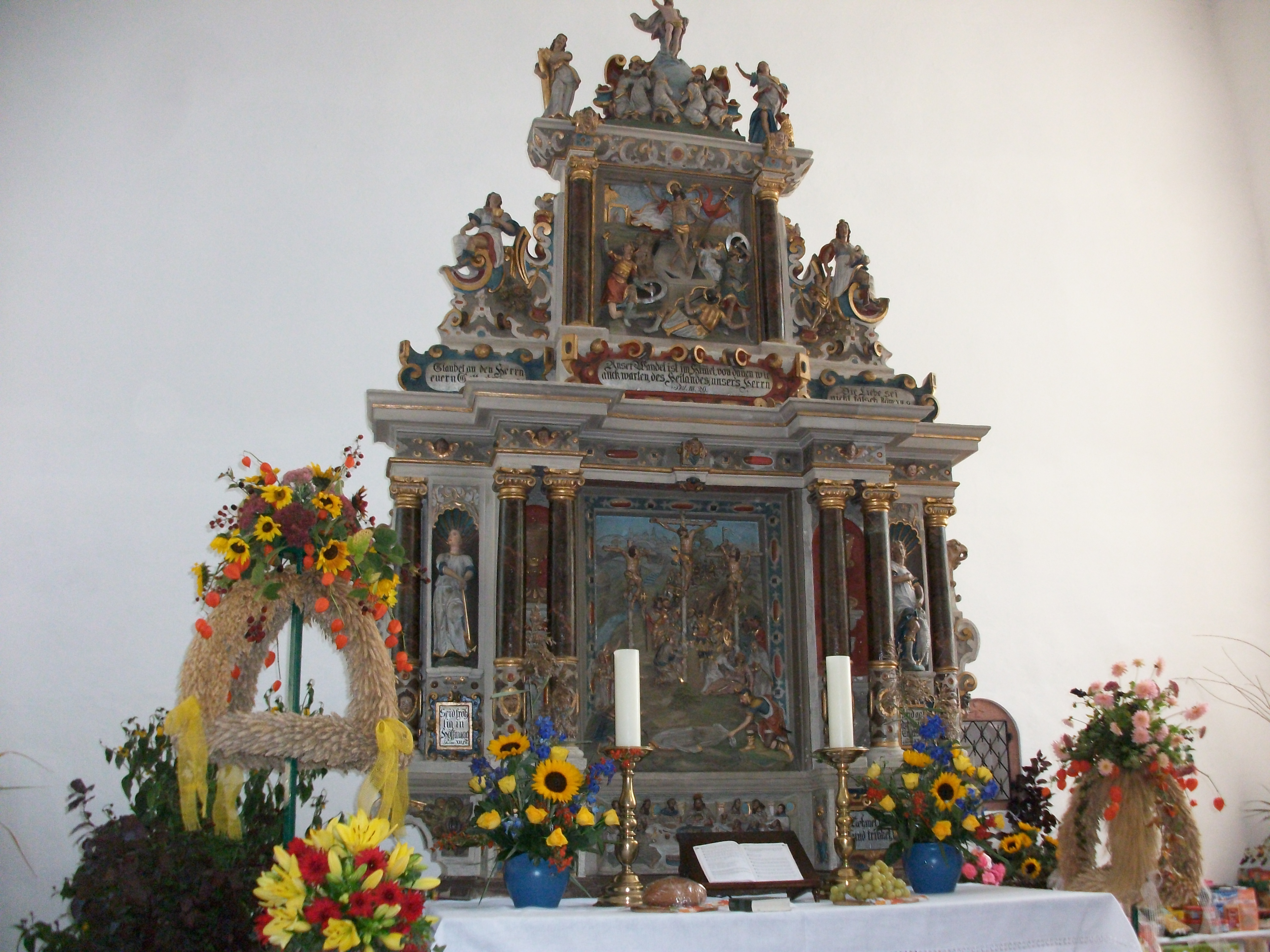
Altar

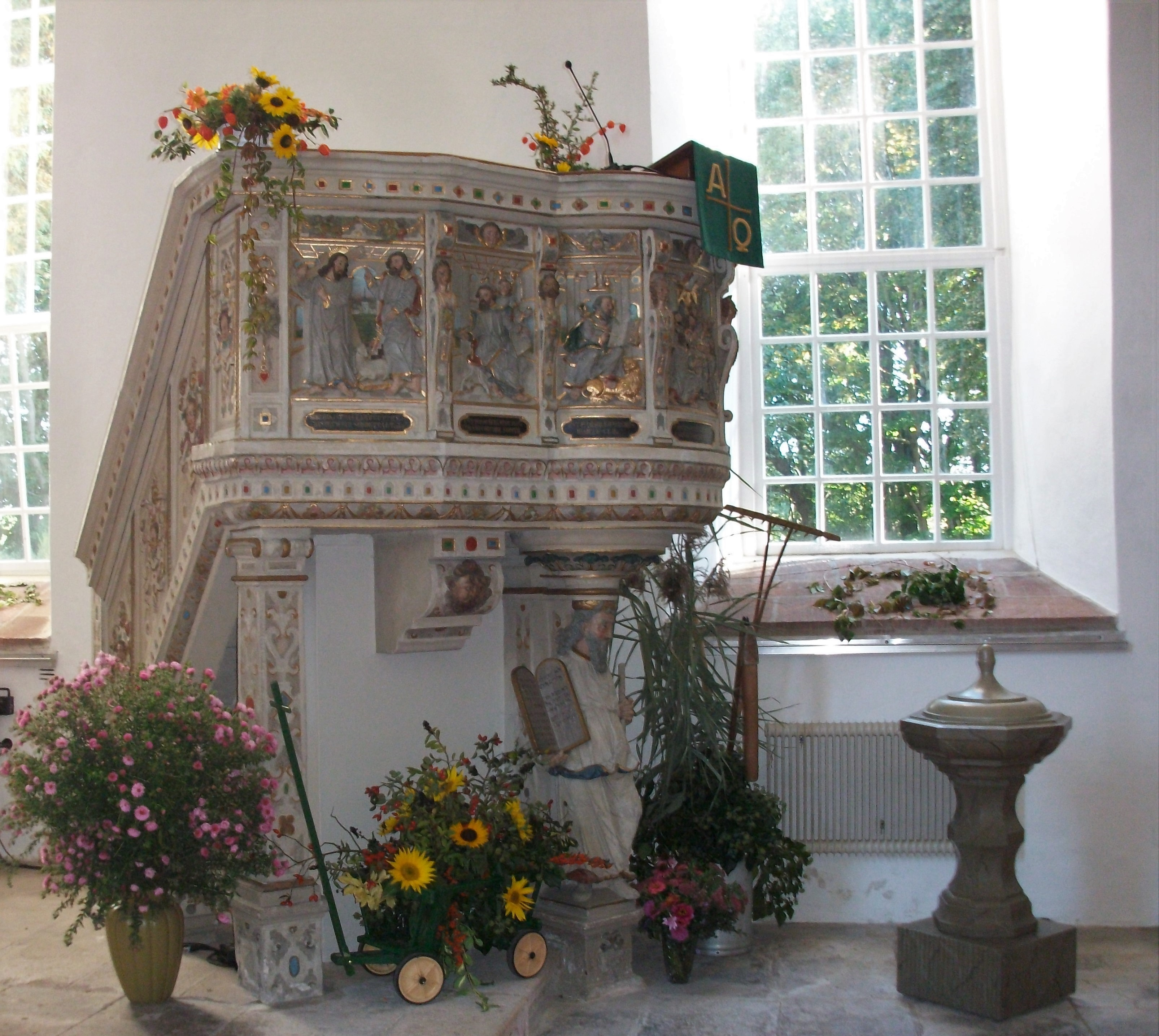
Kanzel und Taufstein

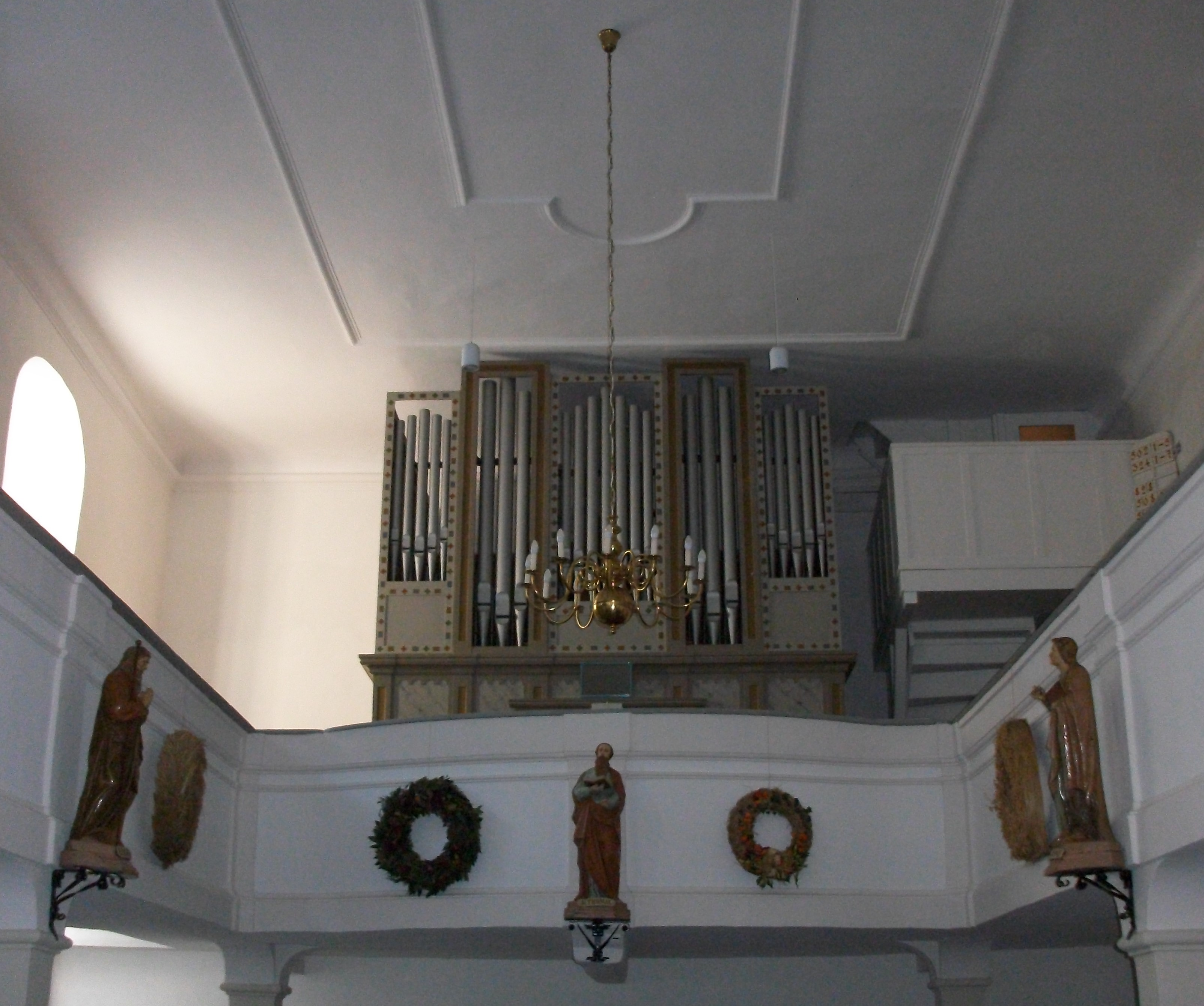
Orgel

Die evangelische Kirche Niederlichtenau ist eine spätgotische Saalkirche im Ortsteil Niederlichtenau von Lichtenau im Landkreis Mittelsachsen in Sachsen. Sie gehört zur Kirchengemeinde Lichtenau in der Kirchenregion Erzgebirgsblick im Kirchenbezirk Marienberg der Evangelisch-Lutherischen Landeskirche Sachsens.

## Geschichte und Architektur
Die einfache Saalkirche aus dem Jahr 1455 wurde in den Jahren 1746–1754, 1844, 1961 und 1988/1989 restauriert. Das Bauwerk ist ein Putzbau mit schwerem Dachreiter über dem Westgiebel. Der älteste Teil ist die Sakristei an der Nordseite, die in den nördlichen Anbau einbezogen ist, welcher sich über die gesamte Saallänge erstreckt.
Im Innern ist das Bauwerk flachgedeckt und mit einfachen Emporen entlang der Längsseiten versehen. Eine gotische Spitzbogenpforte führt zur Sakristei mit Tonnengewölbe, die Sakristeinische ist mit Kielbogen geschlossen. Ein beschädigtes gotisches Maßwerkfenster im Chor wurde nach Freilegung wieder zugemauert; eine kleine Sakramentsnische dort ist erhalten.

## Ausstattung
Das bedeutendste Stück der Ausstattung ist ein prächtiger, gefasster und vergoldeter Sandsteinaltar vom Anfang des 17. Jahrhunderts, der im Jahr 1754 von J. F. Hesse ausgebessert wurde. Die heutige Fassung stammt aus dem Jahr 1884. Der Altar besteht aus einem zweigeschossigen, üppig ornamentierten und figurierten Säulenaufbau; er zeigt in der Predella das Abendmahl, darüber eine vielfigurige Kreuzigung; die Kreuzigungsgruppe wurde barock ergänzt. Im Auszug sind Auferstehung und Himmelfahrt dargestellt. Zu beiden Seiten des Altars sind die Personifikationen von Glaube, Liebe, Hoffnung und Mäßigkeit zu sehen.
Von gleicher manieristischer Formgebung ist die mit der Jahreszahl 1613 und M. B. (vermutlich M. H. für Michael Hegewald) bezeichnete Kanzel. Sie war ursprünglich freistehend aufgestellt und wurde 1961 versetzt und verändert wiederaufgebaut. Der runde Korb ruht auf einer Mosesfigur, die Treppe auf einer Konsole und ornamentierten Pfeilern. Die künstlerisch wertvollen Brüstungsreliefs zeigen Darstellungen der Kreuztragung, der Ausgießung des Heiligen Geistes und Figuren der Evangelisten, die im Typus denen der Kirche Röhrsdorf (Chemnitz). Das Rahmenwerk und die tragende Konstruktion der Kanzel sind vermutlich etwas jünger (um 1700) als die Reliefszenen.
Die Orgel ist ein Werk von Paul Schmeisser aus dem Jahr 1892 mit 14 Registern auf zwei Manualen und Pedal. Die Disposition lautet:
| I Hauptwerk C–d3 |       |
| Principal        | 8′    |
| Doppelflöte      | 8′    |
| Quintaden        | 8′    |
| Octave           | 4′    |
| Quinte           | 2 ⁄3′ |
| Gemshorn         | 2′    |
| Mixtur III       |       |

| II Oberwerk C–d3 |            |
| Lieblich Gedackt | 8′         |
| Rohrflöte        | 4′         |
| Prinzipal        | 2′         |
| Quarte           | 1 ⁄3′ + 1′ |

| Pedal C–c1    |     |
| Subbass       | 16′ |
| Principalbass | 08′ |
| Choralbaß     | 04′ |

- Koppeln: Manualcoppel, Pedalcoppel
- Nebenregister: Klingel zum Calcant